# Chris Bridge
Pour les articles homonymes, voir bridge (homonymie).

a Compétitions nationales et continentales officielles uniquement.

Chris Bridge, né le 5 juillet 1984 à Oldham, est un joueur de rugby à XIII anglais évoluant à différents postes (arrière, centre, demi de mêlée ou ailier) dans les années 2000.
En club, il a commencé sa carrière professionnelle aux Bradford Bulls avant de la poursuivre aux Warrington Wolves. Titulaire en club, il a été sélectionné pour le Tournoi des Quatre Nations 2009 en équipe d'Angleterre.